# Pfarrkirche St. Michael (Linz)

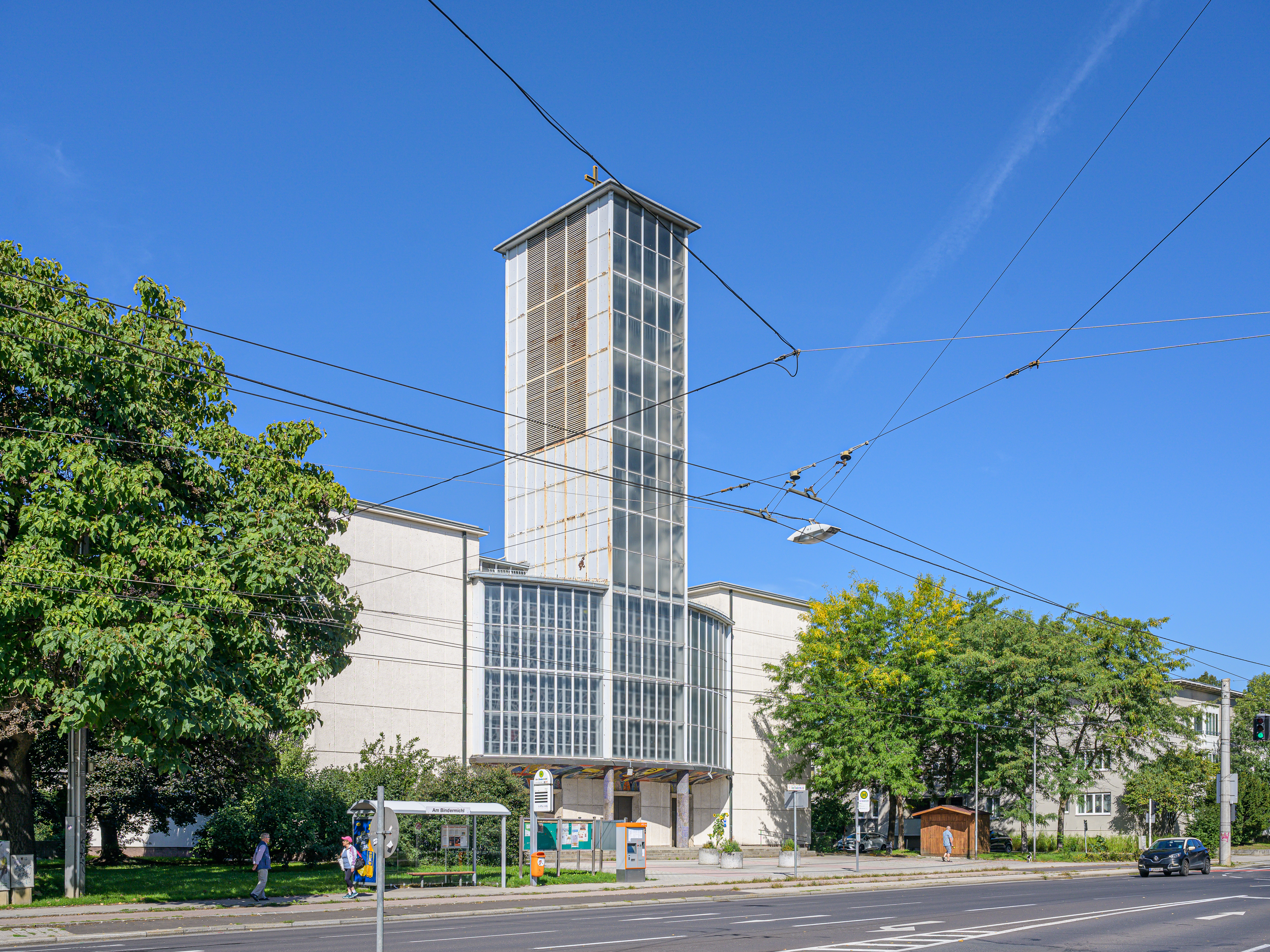
Pfarrkirche St. Michael, Bindermichl

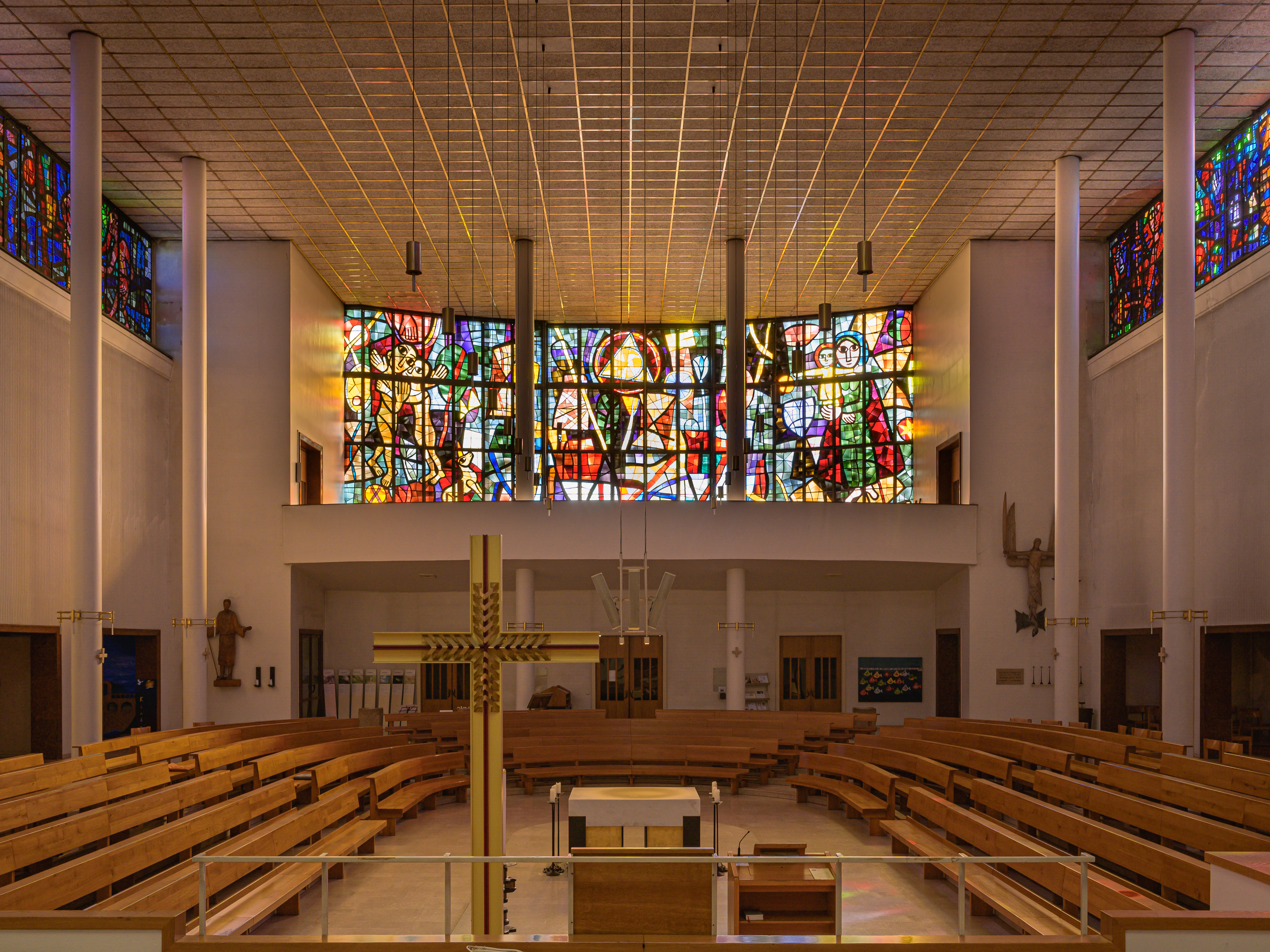
Ansicht, Altarraum und Buntglasfenster

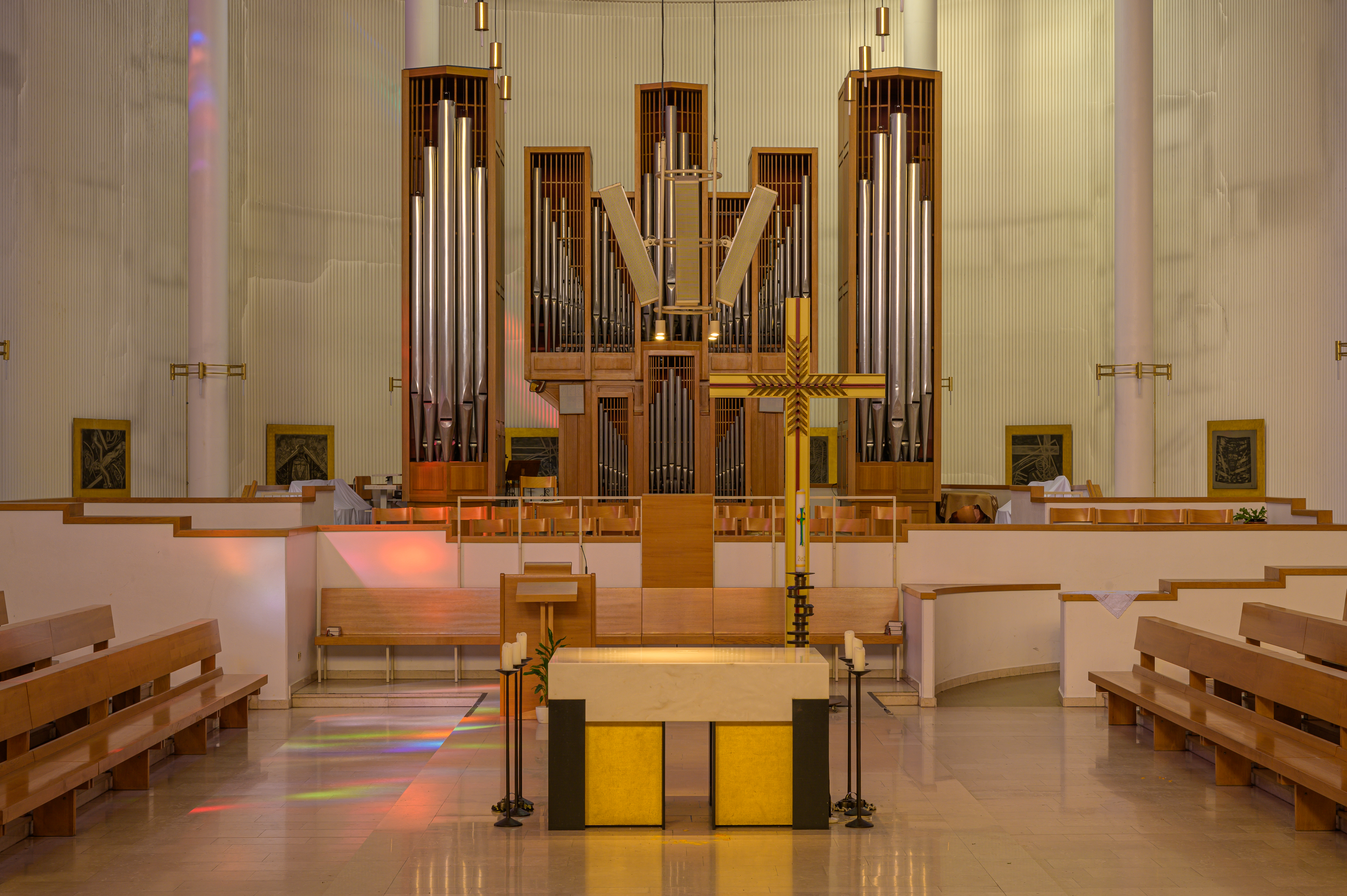
Ansicht, Altar und Orgel

Die Pfarrkirche St. Michael steht im Linzer Stadtteil Bindermichl, Waldegg in Oberösterreich. Die römisch-katholische Pfarrkirche hl. Michael gehört zum Dekanat Linz-Süd in der Diözese Linz. Die Kirche steht unter Denkmalschutz (Listeneintrag).

## Geschichte
Aufgrund der Errichtung des Stadtteils Bindermichl um 1940 durch die Nationalsozialisten in ursprünglich bäuerlicher Gegend und dem damit verbundenen rapiden Bevölkerungswachstum wurde im Dezember 1945 in der Uhlandgasse eine Notkirche errichtet und 1946 zur Pfarrexpositur erhoben.
Die heutige Kirche wurde auf Initiative von Pfarrkurat Josef Mayr 1954 bis 1957 nach Plänen des VÖEST-Architekten Friedrich Reischl in Schüttbetonbauweise mit Stahl-Glas-Konstruktion erbaut. Die Weihe erfolgte am 29. September 1957 durch Bischof Franz Zauner. Dies war damals der modernste Kirchenbau in Linz, was in dieser Zeit zu mitunter heftiger Kritik geführt hatte.
Das Glasfries wurde von Lydia Roppolt gestaltet, der Kreuzweg von Rudolf Kolbitsch. Die Orgel stammt vom Kremser Orgelbauer Gregor Hradetzky aus 1964. Die Kirche wurde 1988 grundlegend saniert und der Innenraum von Helmut Werthgarner völlig neu gestaltet.